# Jeff Squire
Pour les articles homonymes, voir Jeff et Squire.
 Jeffrey Squire est né le 23 septembre 1951 à Pontywaun au pays de Galles. Joueur de rugby à XV, il est sélectionné en équipe du pays de Galles (dont six fois en tant que capitaine) au poste de troisième ligne aile.

## Carrière
Il honore sa première sélection le 15 janvier 1977 contre l'Irlande et sa dernière contre la France, le 19 mars 1983.
Il joue six test matches avec les Lions britanniques, en 1977, 1980 et 1983.

## Palmarès
- 29 sélections en équipe nationale (et deux non officielles) .
- Ventilation par année : 2 en 1977, 6 en 1978, 4 en 1979, 5 en 1980, 5 en 1981, 3 en 1982, 4 en 1983.
- Cinq Tournois des Cinq Nations disputés : 1977, 1978, 1981, 1982, 1983.
- Vainqueur du Tournoi des Cinq Nations en 1978 et 1979.